# 三木市立三木特別支援学校
三木市立三木特別支援学校（みきしりつ みきとくべつしえんがっこう）は、兵庫県三木市志染町青山7丁目にある市立特別支援学校。

## 設置学部
- 小学部
- 中学部

## 歴史
- 1974年（昭和49年）4月1日 ‐ 三木市口吉川町殿畑145番地に開校する。[1]
- 1978年（昭和53年）5月7日 ‐ PTA発足
- 1981年（昭和56年）9月7日 ‐ 学校給食開始
- 1984年（昭和59年）10月1日‐ 校歌制定
- 1992年（平成4年）4月1日 ‐ 現在地に移転する。[1]
- 2007年（平成19年）4月1日 ‐ 学校名を「三木市立三木養護学校」から「三木市立三木特別支援学校」に変更する。

## 交流
- 小学部と中学部の児童と生徒は居住している校区の小学校と中学校を年に3回訪問をする。[2]